# Oficina Internacional d'Educació

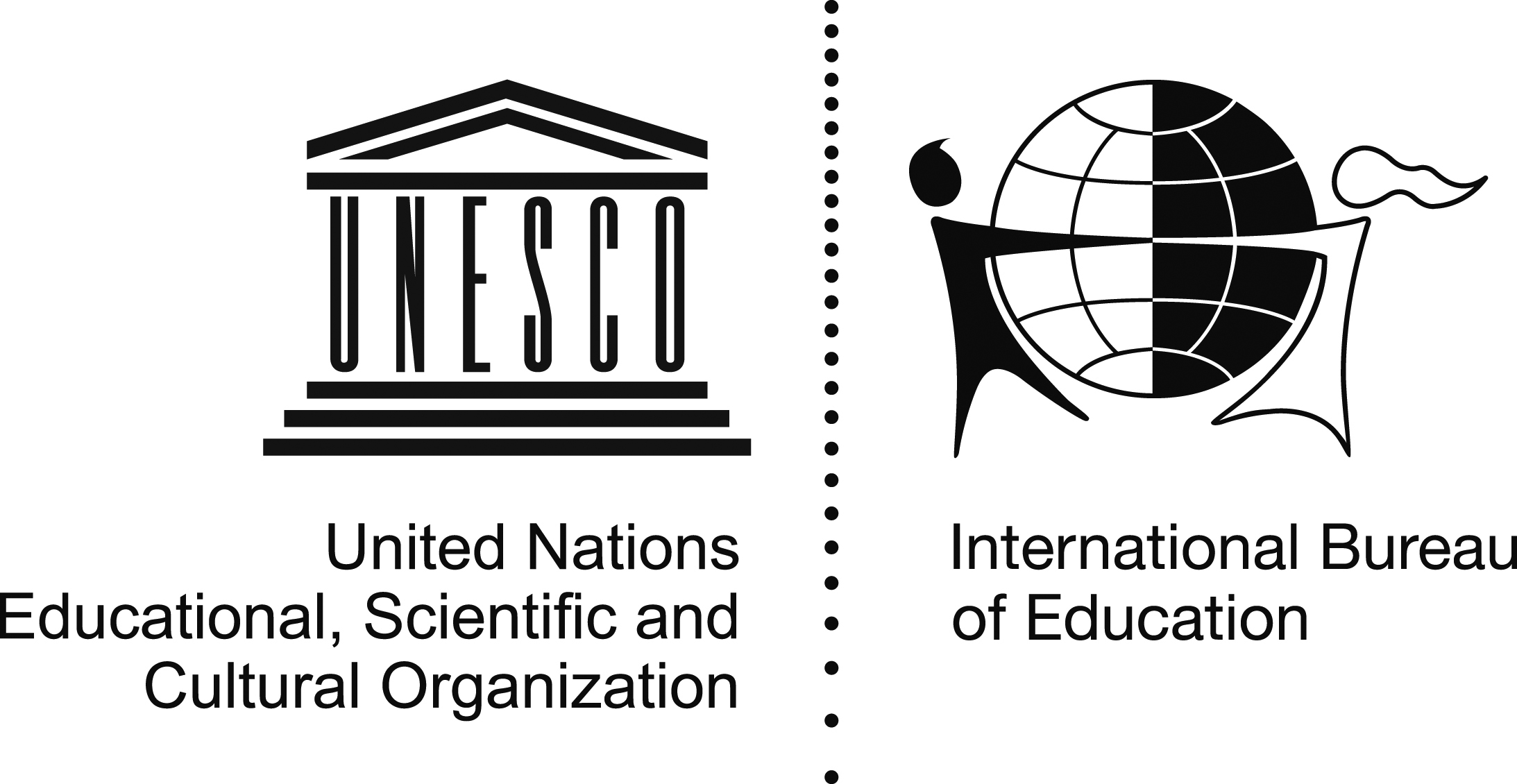
Logotip de l'Oficina internacional d'educació

L'Oficina Internacional d'Educació o OIE, més coneguda amb el seu nom francès Bureau International d'Education abreujat BIE és una organització privada i no governamental. Fou fundada el 1925 a Ginebra (Suïssa). La seva missió original era la elaboració de documents referents a l'ensenyament públic i privat, la recerca científica i la coordinació d'institucions i associacions que s'interessen a l'educació en general. Entre els seus directors, hi ha els coneguts pedagogs Pere Roselló i Blanch i Jean Piaget. El 1969, l'oficina es va integrar la UNESCO.

## Història
El 1925, uns col·laboradors de l'Institut Jean-Jacques Rousseau, entre altres Édouard Claparède i Adolphe Ferrière, van crear l'oficina. Pierre Bovet n'era el primer director. Volien promoure l'educació científica en fonamentar-se en la recerca experimental dels processos d'adquisició de coneixements i aptituds en la ment dels alumnes, i no des del punt de vista del mestre, com havia sigut la tradició fins aleshores.
El 1929 l'organisme va conèixer problemes financers. El nou director Piaget - que en va romandre com a director fins al 1967 i el director adjunt Rosselló van proposar una reforma, en mudar l'OIE en organització intergovernamental. Els primers afiliats internacionals eren Polònia, Equador i el cantó de Ginebra, aviat seguits per a Bèlgica, Columbia, Egipte, Espanya i aleshores Txecoslovàquia.
L'OIE, entre altres tasques, publicarà cada any unes estadístiques comparatives referent a la qualitat de l'ensenyament als països afiliats, el que crea una emulació sana i una difusió dels mètodes més eficaços. Pere Rosselló era la clavilla mestre de la revista internacional Annuaire international de l'éducation de 1933 a 1969. Rosselló utilitzava la síntesi d'aquests estudis per a triar els temes tractats cada any a la Conférence internationale de l'éducation. Des de l'inici dos grans temes tornen cada vega: millorar l'ensenyament (la formació dels mestres, l'educació de les nenes i de les dones…) i l'internacionalisme (educació per la pau, cooperació internacional…). La memòria de la Primera Guerra Mundial romania viva i es pensava que l'educació pogués contribuir a la prevenció de tals atrocitats.
És una de les raons per què l'OIE mai no va acceptar que una nació fos exclòs de participar en els treballs de l'organització. El que, segons Charles Magnin, catedràtic a la Universitat de Ginebra, va alentir el progrés quan calia escoltar els discursos força ideològics dels delegats de l'Alemanya nazi o els països comunistes.
El 1969, l'OIE va integrar-se a la UNESCO. La fi de la guerra freda obrirà perspectives noves per a la institució en facilitar les recerques objectives, més independents de les ideologies vigents i de continuar a donar dades dures que permeten de millorar l'ensenyament.
La directora actual de l'OIE és Mmantsetsa Marope.

## Tasques i objectius
Un dels objectius que fixen els estatuts del BIE/OIE és centralitzar tota la documentació relativa a l'educació pública i privada dels diversos països, interessant-se i aplegant les recerques sorgides al camp de la pedagogia. També la de realitzar enquestes experimentals o estadístiques i posar a disposició dels educadors els resultats.
El Bureau executa una important obra de pedagogia comparada a través de qüestionaris adreçats a tots els països. Els resultats es posen a disposició dels responsables educatius de cada estat. Aquests estudis serveixen de document de treball per a les conferències de ministres anuals de les quals sorgeixen recomanacions d'ordre pedagògic. El 1934 començaren a organitzar-se amb el nom de Conferència internacional d'instrucció pública per passar a anomenar-se, després, Conferència internacional d'educació. Des de 1946, s'han convocat conjuntament amb l'Organització de les Nacions Unides per a l'Educació, la Ciència i la Cultura (UNESCO).
Des dels seus primers anys, el BIE/OIE ofereix cada tres mesos, a través del seu butlletí, una visió de conjunt del moviment educatiu a escala mundial. Aquesta informació i la bibliografia tècnica que l'acompanya es completa amb la publicació d'un balanç i síntesi anual. També els ministeris d'educació dels estats membres presenten a la conferència internacional que convoquen conjuntament el BIE/OIE i la UNESCO els progressos educatius realitzats en el transcurs de l'any. Aquests informes de cada estat es reprodueixen a l'Annuaire International de l'Éducation. Així mateix, en els llargs anys de la seva existència, ha produït i editat una molt àmplia bibliografia especialitzada.
L'objectiu principal del BEI/OIE ha anat evolucionat amb els anys adaptant-se a les demandes i reptes educatius de cada època. Actualment s'adreça a assessorar els estats membres en el disseny i elaboració de currículums que refermin la igualtat, la qualitat i el desenvolupament i eficiència dels recursos en els sistemes educatius i en els aprenentatges. Amb la voluntat d'aconseguir l'Objectiu de Desenvolupament Sostenible per tal de "garantir una educació inclusiva i equitativa de qualitat i promoure oportunitats d'aprenentatge permanent per a tothom".

## Bibliografia

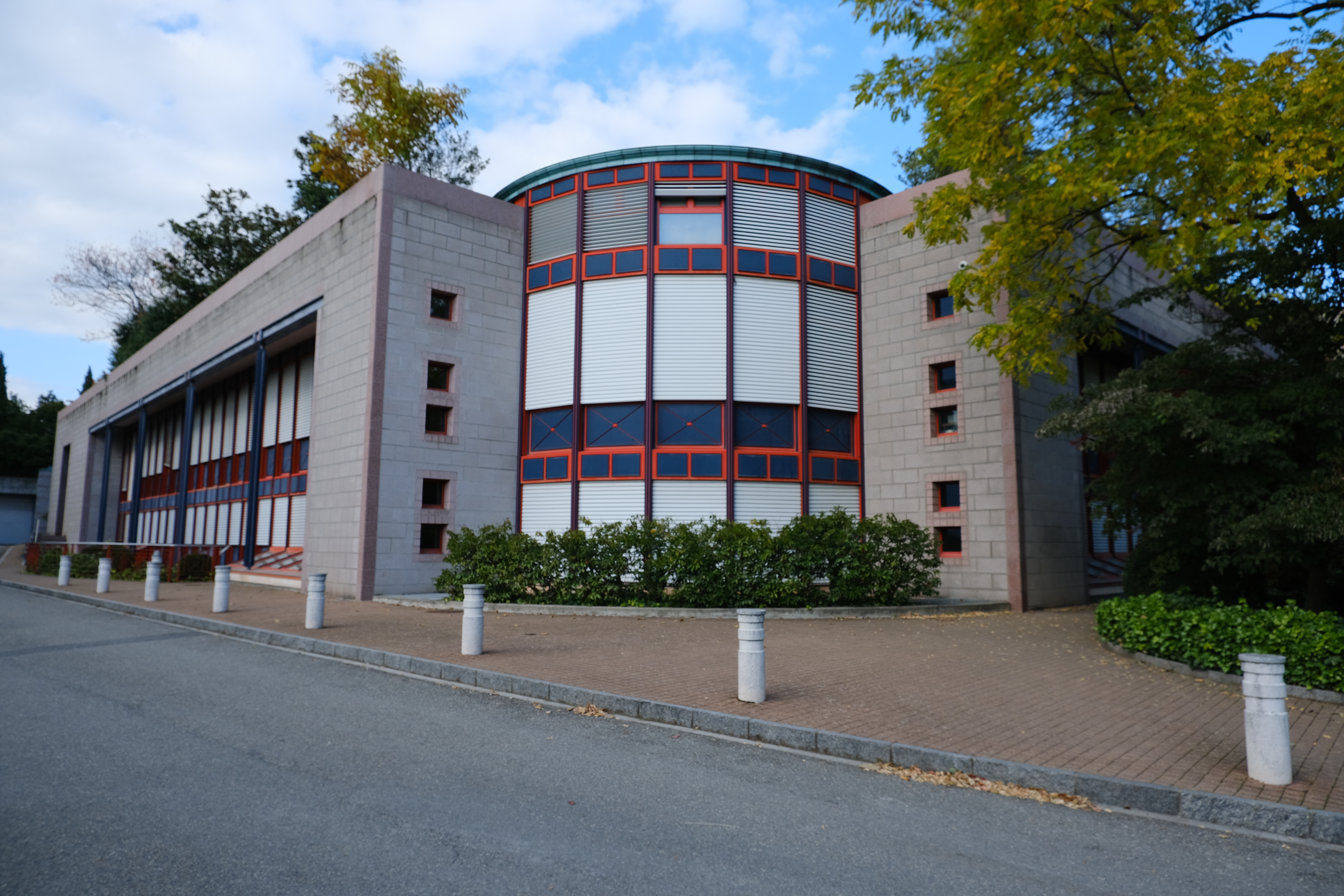
Oficina Internacional d'Educació - UNESCO. Ginebra (Suïssa)